# Ofatumumab

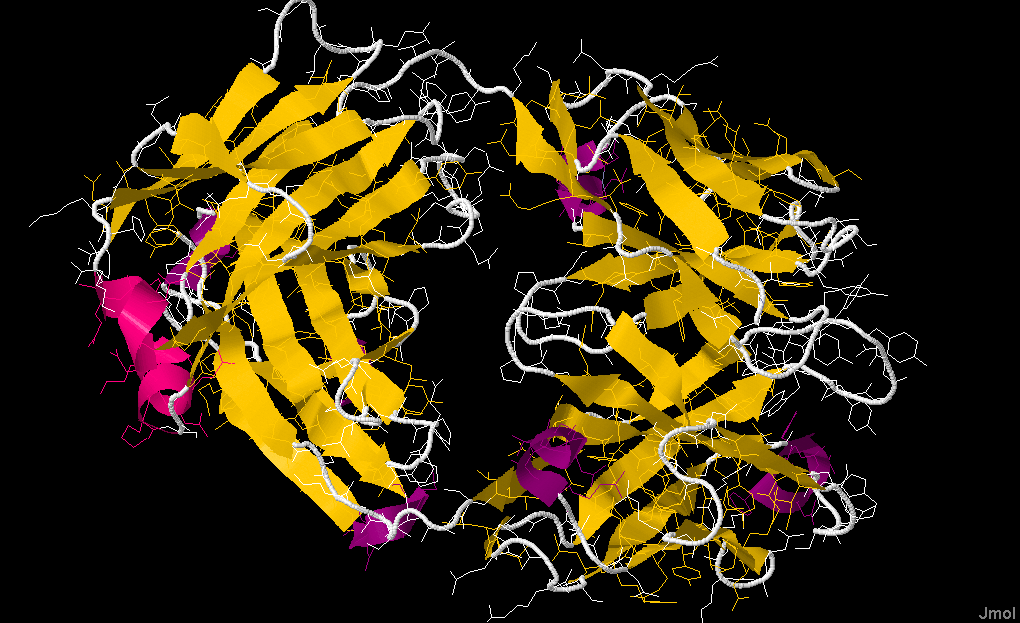
Fab-Fragment (Fragment der Antigenbindung) von Ofatumumab

Ofatumumab (HuMax-CD20) ist ein humaner monoklonaler Antikörper (IgG1) zur Behandlung von multipler Sklerose. In der Behandlung bestimmter Leukämiearten wird Ofatumumab in der EU nicht mehr eingesetzt.

## Wirkungsweise
Ofatumumab bindet spezifisch an das Protein CD20 auf den B-Lymphozyten, und zwar an ein bestimmtes Epitop, das beide extrazelluläre Schleifen, die kleine und die große, des CD20-Moleküls umfasst. Hierbei wird eine Zytotoxizität ausgelöst, die zu einer Lyse der Zellen führt. Ofatumumab wirkt auch bei Zellen, die gegen Rituximab resistent sind.

## Behandlung der multiplen Sklerose

### Anwendung
Am 20. August 2020 gab Novartis bekannt, dass die US-amerikanische Zulassungsbehörde Food and Drug Administration (FDA) Ofatumumab als Kesimpta für die subkutane Injektion zur Behandlung von schubförmig verlaufenden Formen der Multiplen Sklerose (RRMS) bei Erwachsenen zugelassen habe. In Europa wurde die Zulassung Anfang 2020 bei der EMA (der europäischen Arzneimittelagentur) beantragt und im März 2021 durch die EU-Kommission genehmigt.
Die Anwendung erfolgt bei Erwachsenen mit schubförmig verlaufender multipler Sklerose mit aktiver Erkrankung. Die Behandlung beginnt mit wöchentlichen Injektionen unter die Haut über einen Zeitraum von drei Wochen und wird anschließend im monatlichen Rhythmus kontinuierlich weitergeführt. Nach entsprechender Schulung können Patienten sich das Arzneimittel selbst injizieren.

### Studien
In zwei klinischen Studien zur Behandlung der multiplen Sklerose (ASCLEPIOS) erreichte Ofatumumab den primären Endpunkt. Dabei wurde das Mittel einmal monatlich subkutan verabreicht. Im Vergleich zu Teriflunomid ergeben sich eine bessere Schubrate und ein längerer Zeitraum bis zu einer Behinderungszunahme.

### Nebenwirkungen
Die wichtigsten und am häufigsten gemeldeten Nebenwirkungen sind Infektionen der oberen Atemwege (39,4 %), systemische injektionsbedingte Reaktionen (20,6 %), Reaktionen an der Injektionsstelle (10,9 %) und Harnwegsinfektionen (11,9 %).

## Behandlung der chronisch lymphatischen Leukämie

### Anwendung
Ofatumumab wurde in den USA im Jahr 2009 und in der EU von der Europäischen Kommission im April 2010 als Arzerra zugelassen zur Behandlung der chronisch lymphatischen Leukämie (CLL). Zum 28. Februar 2019 nahm Novartis das Medikament in der EU vom Markt und zog die Zulassung zurück. Grund hierfür war die sehr geringe Nachfrage, nachdem mittlerweile alternative medikamentöse Behandlungsmethoden existieren.
Ofatumumab ist angezeigt bei Patienten mit einer chronisch lymphatischen Leukämie, die auf eine Behandlung mit Fludarabin und Alemtuzumab nicht reagieren. Die Monotherapie mit Ofatumumab führte in der Zulassungsstudie bei doppelt refraktären Patienten zu einer Ansprechrate von 58 %.
In den USA erfolgten 2014 und 2016 Indikationserweiterungen um die Kombinationsbehandlung mit Chlorambucil von zuvor unbehandelte Patienten mit CLL, für die eine Fludarabin-basierte Therapie nicht in Frage kommt und um die Kombinationsbehandlung mit Fludarabin und Cyclophosphamid zur Behandlung von Patienten mit rezidivierter CLL.
Ofatumumab wurde für den Einsatz bei weiteren Krebsarten untersucht, wie z. B. dem follikulären Non-Hodgkin-Lymphom und dem diffusen großzelligen B-Zell-Lymphom.

### Nebenwirkungen
In der Zulassungsstudie (Hx-CD20-406) traten neben Infusionsreaktionen, wie Fieber, Schüttelfrost und kardiale Ereignisse, häufig bakterielle, virale und Pilz-Infektionen auf.
Häufige Nebenwirkungen sind außerdem Neutropenie, Thrombozytopenie, Leukopenie, Tachykardie, Übelkeit, Schmerzen in Nasen-Rachen-Raum und Rücken.